# 热释电纳米发电
热释电纳米发电机是一种能量收集装置，它能够利用纳米结构的热释电材料把外界的热能转换成电能。通常，热能的收集主要依靠器件两端的温差驱动载流子扩散的塞贝克效应。 然而，在环境中温度是空间均匀分布的，并没有梯度，例如我们日常生活的户外。在这种情况下，塞贝克效应不能用来收集随时间变化的热能，热释电效应是必须的选择，它是关于自发极化在某些各向异性的固体中随温度涨落的结果。 佐治亚理工学院的王中林教授于2012年首次发明了热释电纳米发电机。 通过收集废弃的热量作为能源，这种新型的纳米发电机在无线传感器、温度成像、医学诊断以及个人电子产品方面都具有潜在的应用。

## 工作原理

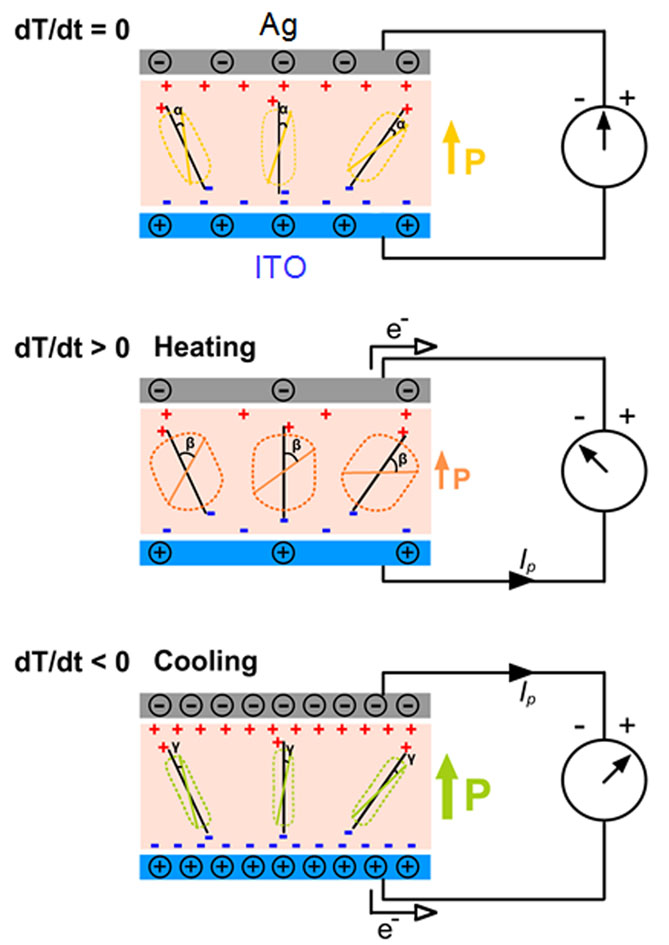
基于第一热释电效应的热释电纳米发电机的工作原理图（a-c）。在室温下、加热下、冷却下热释电发电机的工作原理图分别为a, b, c。图中标出的角代表着偶极子热摆动的剧烈程度。

热释电纳米发电机的工作原理将分两种不同的情况进行解释：第一热释电效应和第二热释电效应。
第一热释电效应描述了在没有应变情况下的产生的电荷，存在于PZT，BTO等铁电材料中。 其机理是基于热诱导的电偶极子在平衡轴附近的随机摆动，其大小随着温度变化的增加而变大。 在室温下的热摆动，电偶极子将会在一定程度内在其各自的对称轴上随机摆动。在某一确定的温度下，电偶极子自发极化形成的总的平均强度是不变的，因此，热释电纳米发电机没有输出。如果我们让纳米发电机的温度从室温升高到较高的温度，温度的增加将导致电偶极子在各自的对称轴附近更加剧烈的摆动。由于摆角的增加，总的平均自发极化降低了。于是，电极上感生电荷的量减少了，从而产生了电子的流动。如果发电机是被冷却而不是被加热，由于较低的热激活能，电偶极子在更小的角度范围内摆动，自发极化将增强。相应的电极上感生电荷的量也增加了。这将导致电子将沿着相反的方向流动。
第二热释电效应描述了热膨胀引起的应变导致的电荷，其存在于ZnO,CdS以及其他一些纤锌矿结构材料。 热形变可以引起材料中的压电电势差，它能够驱动电子在外电路中的流动。纳米发电机的输出与材料的压电系数和热形变有关。热释电纳米发电机的输出电流I由方程I=pA(dT/dt)确定，其中p表示热释电系数，A是纳米发电机的有效面积，dT/dt是温度变化率。

## 应用
热释电纳米发电机被期望能够应用到各种温度随时间波动的地方。一种可行的应用就是用作不需要外界电源而能够工作的自驱动传感器。王中林教授小组已在2012年发明了一种利用热释电纳米发电机用作自驱动的温度传感器，这种传感器可以探测温度的变化，响应时间和重置时间分别为0.9秒和3秒。 总之，热释电纳米发电机具有输出电压高和输出电流小的特点。它不仅可以作为潜在的电源，也可以作为自驱动传感器来监测温度变化。